# Пиер Паоло Пазолини
Пиер Паоло Пазолини (на италиански: Pier Paolo Pasolini) е италиански писател, режисьор, публицист.  Определян е като един от най-противоречивите и провокативни кинематографисти в историята на киното. Името му нашумява през 60-те години, когато той надскача своите връстници, вдъхновени от френската Нова вълна и търси вдъхновение в изкуството, литературата, фолклора и музиката. Известен е с левите си убеждения, философската си поезия и откритата си хомосексуалност.

## Биография

### Ранни години
Пиер Паоло Пазолини е роден на 5 март 1922 г. в Болоня, един от политически най-левите градове на Италия. Син е на Сузана Колуси, учителка, и Карло Алберто Пазолини, офицер в италианската армия. Пазолини се ражда в кооперация на военни, на улица „Боргонуово“ № 4, намираща се в университетския район в Болоня. Днес на това място е поставена мраморна плоча, информираща минувачите.
Неговият прадядо, Пиер Десидерио Пазолини, баща на дядо му, по бащина линия, Аргобасто Пазолини, е бил сенатор на XVI законодателен орган в Кралство Италия. Семейство Пазолини принадлежи към благороднически род от Равена. И дядо Аргобасто, и баща му Карло Алберто са били любители на хазарта, страст, която довежда семейството до икономическа разруха.В Белуно през 1925 г. се ражда вторият им син – Гидалберто. Бащата на Пазолини е арестуван заради хазартни дългове. Майката е принудена да се премести с децата в дома на семейството си в Казарса дела Делиция, област Фриули.
През 1929 г. Пазолини се мести в Саличе, отново поради професията на майката. Същата година Пиер Паоло открива страстта си към поезията, впуска в писане на стихове, вдъхновени от простите аспекти на природата, които наблюдава в Казарса дела Делиция.След кратък престой в Идрия, във Венеция Джулия (днес на словенска територия) семейството се връща в Саличе. В Конелиано той започва да посещава първи клас, но в средата на учебната (1932 – 1933 г.) баща му е преместен в Кремона, и семейството отново е задължено да се премести. Остават там до 1935 г. Пиер Паоло започва да посещава местното средно училище „Liceo Ginnasio Daniele Manin“. Това е тригодишен период на интензивно очарование от средата и ранно навлизане в юношеството. С новото преместване на бащата, този път в Скандиано, се появяват неизбежните проблеми с адаптацията за 13-годишния младеж.
Страстта на Пазолини към поезията и литературата нараства, докато религиозният плам в юношеския период го напуска. След като завършва образованието си в Реджо Емилия, той посещава гимназията „Луиджи Галвани“ в Болоня, където се запознава с първия си истински приятел от младостта, Лучано Серра. В Болоня, където прекарва следващите седем години, Пиер Паоло култивира нова страст, тази към футбола, и подхранва влечението си към четенето, купувайки многобройни книги от малките павилиони за употребявани книги под портика на книжарница „Нани“, пред Пиаца Маджоре. Изборът му варира от Достоевски, Толстой и Шекспир, до поети романтици от периода на Алесандро Манцони. В гимназията се запознава с Ермес Парини, Франко Фаролфи, Елио Мели, и с тях организира литературни дискусии. На седемнадесет години той се записва в Литературния факултет на Болонския университет и открива нови влечения по науки като: философия, романска филология и най-вече естетика на изобразителните изкуства, преподавани по онова време от утвърдения историк на изкуството Роберто Лонги.
Междувременно посещава киноклуб в Болоня, където се увлича по филмите на Рене Клер. Получава титлата капитан на футболния отбор в литературния колеж. Участва във велосипедни пътувания с приятели и посещава летни лагери, организирани от университета.

В своите стихове от този период Пазолини започва да включва фриулския диалект, който не говори, но научава, след като подема да пише поезия на него. 
| „ | Научих го като един вид мистичен акт на любов, вид фелибризъм, като провансалските поети. | “ |

Като младеж Пазолини се определя като атеист.

### Ранна поезия
През 1942 г. Пазолини публикува своята първа стихосбирка „Стихове от Казарса“ – 14 поеми на фриулски диалект, които е написал на 18-годишна възраст. Творбата му е забелязана и оценена от интелектуалци и критици като Джанфранко Контини, Алфонсо Гато и Антонио Руси.
Той работи като главен редактор на списание, наречено „Il Setaccio“ („Ситото“), но е уволнен след конфликти с директора, който подкрепя фашисткия режим. Едно пътуване до Германия помага на Пазолини да възприеме „провинциалния“ статут на италианската култура в този период. Тези преживявания карат Пазолини да преразгледа мнението си за културната политика на фашизма и постепенно да преориентират в подкрепа на комунистическата идеология.
По времето на Втората световна война, семейството на Пазолини е в Казарса дела Делиция, тъй като градчето е било считано за по-спокойно място, където да се изчака приключването на войната. Там той се присъединява към група млади ентусиасти, почитатели на фриулския език, които искат да дадат на Казарса дела Делиция статут, равен на този на Удине. От май 1944 г. те започват да издават списание, озаглавено „Stroligùt di cà da l'aga“. Междувременно Казарса претърпява съюзнически бомбардировки. Пазолини опитва да се дистанцира от тези събития.
От октомври 1943 г. Пазолини, майка му и други техни колеги започват да преподават на ученици, които не могат да стигнат до училищата в Порденоне или Удине. Този образователен семинар е счетен за незаконен и е прекратен през февруари 1944 г. Именно в този период се смята, че Пазолини изживява първото си с хомосексуално привличане към един от своите ученици. Брат му Гуидо, на 19 години, се присъединява към „Партията на действията“ и тяхната бригада Осопо-Фриули, която достига до Словения. На 12 февруари 1945 г. Гуидо е убит от засада на бригадата на италианските партизани Гарибалдин, служещи на югославските партизани на Йосип Броз Тито.
Шест дена след смъртта на брат му Пазолини и приятели основават Фриулската езикова академия (на италиански: Academiuta di lenga furlana, 18 февруари 1945 г). Зданието е като селски литературен салон, който има за цел да подобри фриулския и да придаде езиково и литературно достойнство на устната народна традиция. Първите срещи на Академията се провеждат в неделя следобед. Дейностите, които извършват, са четене на поетични текстове, включително и стихове, написани от самия Пазолини, слушане на музикални увертюри, изсвирени на цигулка, както и организирането на обогатяващи съзнанието дискусии. Благодарение на естественото си красноречие срещите ръководи Пиер Паоло.Той има желание да разшири работата на Академията в посока литература и въвеждането на други романски езици, затова се среща с поета Карлос Кардо.

Междувременно, поради смъртта на Гуидо, бащата на Пазолини се завръща в Италия. Същия месец Пазолини завършва университет, след като окончателно приключва дипломната си работа върху творчеството на Джовани Пасколи (1855 – 1912), италиански поет и учен.През 1946 г. Пазолини публикува малка стихосбирка „I Diarii“ („Дневниците“), с помощта на Академията. През октомври той пътува до Рим. 

### Период след Втората световна война
До октомври 1945 г. политическият статут на регион Фриули е в спорове между различни политически фракции. На 30 октомври Пазолини се присъединява към асоциацията за прогрес Patrie tal Friul. Основава партията Movimento Popolare Friulano Архив на оригинала от 2021-05-06 в Wayback Machine., но впоследствие се отказва, след като осъзнава, че тя се използва от Християндемократическата партия за противодействие на югославяните, които от своя страна се опитват да анексират големи части от района на Фриули.
На 26 януари 1947 г. Пазолини пише декларация, публикувана на първа страница на вестник Libertà: „Според нас единствено комунизмът е в състояние да осигури нова култура“. Това поражда спорове, поради факта, че той все още не е член на Италианската комунистическа партия /ИКП/.
Пазолини участва в няколко демонстрации и се присъединява към ИКП. През май 1949 г. присъства на мирния конгрес в Париж. Наблюдавайки борбите на работници и селяни, виждайки сблъсъците на протестиращите с италианската полиция, Пазолини започва да замисля първия си роман. През този период, докато заема длъжност на учител в средно училище, той изпъква в секцията на местната комунистическа партия като умел писател, опровергаващ идеята, че комунизмът противоречи на християнските ценности.
През лятото на 1949 г. Пазолини е изнудван от свещеник да се откаже от политиката, като е заплашван със загуба на учителските си права. Депутатът от християндемократите Джамбатиста Карон предупреждава братовчеда на Пазолини Нико Налдини, че „Пазолини трябва да се откаже от комунистическата пропаганда, за да предотврати „пагубни реакции“. Малък скандал избухва по време на местен фестивал в Сан Вито ал Таляменто през септември 1949 г. Някой информира Кордовадо, местния сержант на карабинерите, че Пазолини скланя трима младежи към сексуална демонстрация – мастурбиране на обществено място. Кордовадо вика родителите на момчетата, които отказват да предявят обвинения към писателя. Въпреки това сержантът изготвя доклад и подробно описва своите обвинения, които стават публично достояние и предизвикват обществена размирица. Съдията в Сан Вито ал Таляменто повдига обвинение на Пазолини за „скланяне на непълнолетни лица към нецензурни действия на обществени места“. Следващия месец, когато е разпитан, Пазолини не отрича фактите, но говори за „литературен и еротичен нагон“ и цитира Андре Жид, лауреат за Нобеловата награда за литература от 1947 г. Кордовадо информира началниците си и регионалната преса се намесва. Според Пазолини християндемократите подбудили цялата афера, за да изложат името му. След целия този унизителен скандал той е уволнен е от работата си във Валвасоне и е изключен от ИКП. Пазолини се обръща с критично писмо до ръководителя на секцията, неговия приятел Фердинандо Маутино и заявява, че е подложен на „тактика“ от страна на ИКП. Пише и писмо, в което признава съжалението си, че е „наивен, дори неприлично такъв“.

### 50-те години в Рим
През януари 1950 г. Пазолини се мести в Рим, заедно с майка си Сузана, за да започне нов живот. Първите месеци в Рим, в Пиаца Костагути, където живеят в стая под наем, в предградието Ребибия, намиращо се близо до затвор определя като „труден и тежък период“. Прехвърля своето вдъхновение от Фриули в това римско предградие, където бедни пролетарски имигранти живеят в ужасни санитарни и социални условия. Вместо да поиска помощ от други писатели, Пазолини предпочита да тръгне по своя път. Започва работа като учител в частно училище в Чампино – дълго пътуване, включващо две смени на влакове, и оскъдна заплата от 27 000 лири. По-късно се присъединява към Чинечита, но успоредно с това работи и като редактор на вестник.
През лятото на 1953 г. публикува кратката история „Il Ferrobedò“ в списание Paragone, която по-късно ще стане глава на „Момчета на живота“. Пише стихотворението „L'Appennino“. Участва в конкурс за диалектна поезия на Cattolica (в журито е Едуардо Де Филипо), спечелва втората награда (50 000 лири) със „Завещанието на Коран“ (сега включен в La meglio Gioventù).
В този период той се сприятелява с Джорджо Капрони, Карло Емилио Гада и Атилио Бертолучи, благодарение на които подписва първия договор за Антология на диалектната поезия на ХХ век. През 1953 г. той започва да работи по антологията, която е публикувана с оригинално заглавие Canzoniere italiano през 1955 г.През 1954 г. Пазолини напуска учителската си работа и се премества в квартал Монтеверде. На 13 април 1955 г. Пазолини изпраща на издателство „Garzanti“ пълния машинописен вариант на романа „Ragazzi di vita“ (на български: Момчета на живота). Романът излиза същата година, но поради темата, с която се занимава – мъжката хомосексуална проституция, не е добре приет от Италианската комунистическа партия и от италианското правителство. Срещу писателя е заведено дело за непристойност. Въпреки че е оневинен, Пазолини става мишена на инсинуации, особено в таблоидната преса. Книгата има голям успех сред читателите, а писателят получава литературната награда „Марио Коломби Гуидоти“.
Заедно с Франческо Леонети, Роберто Роверси и други, Пазолини редактира и издава списание за поезия, наречено „Офишина“ (на италиански: Officina). Списанието спира да излиза през 1959 г. и си остава само с 14 книжки. През същата година той публикува и втория си роман „Жесток живот“ (на италиански: „Una vita violenta“), който за разлика от първия е приет в комунистическата културна среда. Впоследствие пише статии за списание „PCI Vie Nuove“, които са публикувани под формата на книга през 1977 г. „Le belle bandiere“ („Красивите знамена“).

### Първи стъпки в киното
Първият досег на Пазолини със седмото изкуство е като страстен зрител, който се възхищава на Чарли Чаплин, Карл Теодор Драйер и Сергей Айзенщайн, режисьори, които определя като основополагащи при формирането на неговия стил. Първата му изява е като сценарист. През март 1954 г. заедно с приятеля си Джорджо Басани пише сценария за филма на Марио Солдати „Жената от реката“
През 1957 г., заедно със Серхио Чити, Пазолини сътрудничи във филма на Федерико Фелини „Нощите на Кабирия“, като пише диалога за частите, които трябва да са на римски диалект. Фелини го моли да направи диалозите и за някои епизоди на „Сладък живот“. Като актьор дебютира във филма „Гърбавият“ през 1960 г. 

Първият филм на Пазолини като режисьор е „Безделник“ (1961). Мястото на действието е в крайните квартали на Рим. Проследява история за сводници, проститутки и крадци, за които надежда за по-добър живот няма. Въпреки че Пазолини се опитва да се дистанцира от неореализма, филмът се счита за вид втори неореализъм. Ник Барбаро, критик, пишещ в хрониката „Остин“, заявява, че 
| „ | „това може да е най-мрачният филм, който някога е гледал“. | “ |

Филмът предизвика спорове и скандали.

## Политически възгледи

### Протестите от 1968 година
Пазолини поражда разгорещена обществена дискусия с противоречиви анализи на обществените дела. Например, по време на безредиците от 1968 г., студентите-автономисти провеждат партизански бунт срещу полицията по улиците на Рим. Всички леви сили обявяват пълната си подкрепа за студентите, описвайки безредиците като гражданска борба на пролетариата срещу системата. Пазолини обаче прави коментари, които се тълкуват като изявления, в подкрепа на полицията, или по-точно на полицаите.
Основният източник за позицията на Пазолини по отношение на студентското движение е стихотворението му „Il PCI ai giovani“ („ИКП на младите хора“), написано след битката при Вале Джулия. Обръщайки се към студентите, той им казва, че за разлика от международните медии, той няма да ги ласкае. Изтъква, че те са децата на буржоазията („Avete facce di figli di papà / Vi odio come odio i vostri papà“ – „Имате лица на дете на бащата / Мразя ви, както мразя бащите ви“ / Quando ieri a Valle Giulia avete fatto a botte coi poliziotti / io simpatizzavo coi poliziotti“ – „Когато вчера се бихте с полицаите във Вале Джулия/ съчувствах на полицаите“).
Пазолини съчувства на полицаите и се обявява в тяхна подрека, защото ги смята и определя като „figli di poveri“ („деца на бедните“)

## Силна критика къмХристияндемокрацията
Пазолини вижда приемственост между фашистката епоха и следвоенната политическа система, ръководена от християндемократите, описвайки последната като „клерико-фашизъм“, поради използването на държавата като репресивен инструмент за манипулиране на властта. Той обвинява християндемократите, че асимилират ценностите на потребителския капитализъм, допринасяйки за това, което той вижда като ерозия на човешките ценности.На регионалните избори през 1975 г. се наблюдава възходът на левите партии. Той обявява в „Corriere della Sera“, че е дошло времето най-изтъкнатите християндемократи, да бъдат показани как ходят с белезници и са водени към участъка. Пазолини смята, че това е единственият начин, по който те могат да бъдат отстранени от властта. Обвинява ръководството на Християндемократическата демокрация, че е „освободено от мафиотско влияние“, и прикрива редица атентати от неофашистите.

## Критика към телевизията
Пазолини е разгневен от икономическата глобализация и културното господство на Северна Италия (около Милано) над други региони, особено южните. Той смята, че това е постигнато чрез силата на телевизията. Дебютна телевизионна програма, записана през 1971 г., в която той осъжда цензурата, не е излъчена до деня след убийството му през ноември 1975 г. В плана за реформа на ИКП, който той изготвя през септември и октомври 1975 г., сред желаните мерки, които трябва да бъдат приложени, той посочва премахването на телевизията.

## Други възгледи
Пазолини се противопоставя на постепенното изчезване на диалектите и езиците на малцинствата в Италия, като написа част от поезията си на фриулски език, регионалният език на детството му. Освен това се противопоставя срещу либерализацията на закона за абортите, с което губи популярност в лявоориентираните среди.
След 1968 г. Пазолини се ангажира с Partito Radicale. Той се включва в полемиката с лидера на партията Марко Панела. Пазолини подкрепя инициативата на партията, призоваваща за осем референдума за различни либерализиращи реформи и приема покана да говори на конгреса на партията, преди да бъде убит. Въпреки че подкрепя провеждането на референдум по темата за абортите, той е против действителното му приемане.
В интервю, което дава малко преди смъртта си, Пазолини заявява, че често не е съгласен с партията. Той продължава да оказва подкрепа на ИКП. През юни 1975 г. той каза, че все пак ще гласува за ИКП, тъй като смята, че това е „остров, където критическото съзнание винаги се отстоява отчаяно: и където човешкото поведение все още е в състояние за запазване на старото достойнство“, а в последните си месеци той е приближен до Римската секция на Италианската комунистическа младежка федерация. Активистът на федерацията Винченцо Керами изнася реч, която трябва Пазолини да произнесе на конгреса на Радикалната партия: в него Пазолини потвърждава подкрепата си към ИКП.
Извън Италия Пазолини проявява особен интерес към развиващите се страни. Вижда паралели между живота на италианските трудещи се и жителите на Третия свят. Заявява, че Бандунг е столица на три четвърти от света и половината от Италия. Той също така е позитивно настроен към Новата левица в Съединените щати, прогнозирайки, че тя „ще доведе до оригинална форма на марксистки социализъм“ и пише, че движението му напомня за италианската Съпротива. Пазолини вижда тези две области на борба като взаимосвързани: след посещението си в Харлем той заявява, че „сърцевината срещу борбата за революция в Третия свят наистина е Америка.“

## Теми
- Сексът и сексуалността
- Насилието във всичките му форми
- Хомосексуалната любов
- Християнството
- Проституцията – мъжка и женска
- Моралното извращение на буржоазията
- Човек и човешкото тяло превърнали се в стока

Теми се представят по начин, който е не просто нецензурен, а често преднамерено предизвикателен.

## Особености в творчеството
- Скептицизъм и трагизъм;
- Показване на истината;
- Интерес към италианските диалекти и използването им;
- Отричане на буржоазната класа;
- Търсене на същината на проблемите;
- Ярко и предизвикателно творчество.

## Характеристики на филмите
- Повлияни от италианския неореализъм – някои смятат, че творчеството на Пазолини спада към втора вълна Италиански неореализъм;
- Други го определят като представител на пикаресков неореализъм[61];
- Повлиян от Жан Реноар – използва импресионистична светлина характерна за изобразителното изкуство в своите филми /Пример: „Мамма Рома“/;
- Философията на тялото на езика – тялото показва психологическото състояние на героя[62][63][64];
- Разказва истории на бедните социални прослойки от обществото[65];
- Вярва, че езикът – като английски, италиански, диалекта или друг вид езиков вид – е твърда система, в която човешката мисъл е в капан. Смята, че киното е „писаният“ език на реалността, който, както всеки друг писмен език, дава възможност на човека да вижда нещата от гледна точка на истината[66];
- Снима в действителен терен, а не в студио;
- Избира непрофесионални актьори, буквално ги взема от улиците, от мястото, където снима;
- Авторско кино – поддържа стандарт на референции;
- От изключителна важност е заобикалящият пейзаж;
- Фронтални, средни планове;
- Камера, задържаща се върху лицата на героите;
- Дублаж и постсинхронизиран звук;
- Музиката – варираща от обикновени шумове и звуци, от заобикалящата природа, до класическа музика – Бах, Моцарт, Вивалди, Прокофиев;
- Ритъм и редактиране.

## Сексуалност
ЛГБТ енциклопедията посочва следното относно хомосексуалността на Пазолини:
| „ | Макар и да е открит гей от самото начало на кариерата си, Пазолини рядко се занимава с хомосексуалност във филмите си. Темата е представена видно във филмите „Теорема“ (1968), където мистериозният богоподобен посетител Терънс Стамп съблазнява сина и бащата на семейство от буржоазията; „Цветът на Хиляда и една нощ“ (1974 г.), в идилията между крал и обикновен човек, която завършва със смърт; и, най-мрачно от всички, в „Сало, или 120-те дни на Содом“ (1975 г.), скандалното интерпретиране на книгата на Донасиен Алфонс Франсоа дьо Сад | “ |

През 1963 г. Пазолини се запознава с „голямата любов на живота си“, 15-годишния Нинето Даволи, който по-късно участва във филма му от 1966 г. „Птичища и птички“ (буквално „Лоши птици и малки птици“, а преведено на английски като „Ястребите и врабчетата“). Пазолини става наставник и приятел на младежта.
В живота на Пазолини има няколко важни жени, с които той споделя чувство на дълбоко и неповторимо приятелство, в частност Лора Бети и Мария Калас. Дача Мараини, известна италианска писателка, казва за поведението на Калас към Пазолини: "Тя го следваше навсякъде, дори до Африка. Надяваше се да го превърне в хетеросексуален и да го ожени.“ 

## Трагична смърт
| „               | Краят му е в сходство с работата му, но и в различие. Подобно, защото той бе описал тези мрачни и зверски порядки в творчеството си, но и различно, защото не беше един от героите си, а централна фигура на нашата култура, поет, белязал епоха, блестящ режисьор, неизчерпаем есеист | “ |
| Алберто Моравия | |   |

В нощта между 1 и 2 ноември 1975 г. Пазолини е жестоко убит: пребит и многократно прегазен със собствената си кола на плажа Остия, Рим. Трупът е намерен от жена около 6:30 часа. Приятелят му Нинето Даволи е призован да го разпознае. 17-годишният Пино Пелоси от Гуидония Монтечелио е обвинен за убийството. Той вече е познат на полицията като крадец на автомобили и „момче на живота“. Спрян е същата нощ от полицията, защото е управлявал колата на Пазолини.

В своите показания Пелоси твърди, че Пазолини приближил към него близо до гара Термини и го поканил в колата си (Alfa Romeo 2000 GT Veloce) срещу парично възнаграждение. След вечеря, предложена от писателя, в ресторант Биондо Тевере близо до базиликата Сан Паоло двамата отиват в покрайнините на Остия. Пелоси споделя, че Пазолини искал от него секс, отказвайки му писателят го заплашва с дъска, която момчето успява да издърпа от ръцете му и започва да го налага, докато не падна на земята. Пелоси казва още, че Пиер Паоло е бил тежко ранен, но все още жив. Тогава младежът се качва в колата на писателя и минава през тялото няколко пъти. С тези си самопризнания Пелоси е осъден на първа инстанция за убийството на Пазолини.
Две седмици след престъплението в L'Europeo се появява разследване в статия на Ориана Фалачи, която заявява, че в убийството са участвали още двама души. Журналист от този вестник има разговор с момче, което между много колебания и някои моменти на истерия заявява, че е част от групата, убила поета. Младежът обаче отказва да предостави друга информация. Няколко жители доверяват на пресата, че са чули възбудени крясъци и шумове – индикация за присъствието на повече от двама души на местопроизшествието. Изглежда, районът не е бил непознат за Пазолини. Той вече е бил там няколко пъти, посещавал е с други партньори и дори според това, което твърди Фалачи, понякога е наемал за няколко часа местни къщи, за да прекара моменти на интимност с момчета.
В биографията си Енцо Сицилиано твърди, че историята на подсъдимия има някои несъответствия. Как една прогнила дървена дъска от ограда е в състояние да причини такива сериозни наранявания, каквито са открити върху трупа на поета, и как Пелоси успява да надвие един пъргав и силен човек като Пазолини, без да представи нито една следа от предполагаемата борба, нито едно петно от кръв по лицето или дрехите си.
Двадесет и девет години по-късно, на 7 май 2005 г., Пелоси оттегля признанието си, което според него е направено под заплахата от насилие върху семейството му. Той твърди, че трима души „с южен акцент“ са извършили убийството, обиждайки Пазолини като „мръсен комунист“.
Други доказателства през 2005 г. разкриват, че Пазолини е бил убит от изнудвач. Свидетелски показания на приятеля му Серхио Чити показват, че някои от сценарийните варианти за филма „Сало или 120-те дни на Содом“ са били откраднати и че Пазолини планирал да се срещне с крадците на 2 ноември 1975 г. Разследването на Чити открива допълнителни доказателства, включително и очевидец, който твърди, че е видял група мъже да измъкват Пазолини от колата. Римската полиция възобновява случая след оттеглянето на Пелоси, но съдиите, отговорни за разследването, установяват, че новите факти са недостатъчни, за да оправдаят продължаването на разследването.

## Личен архив
- Архивът на Пиер Паоло Пазолини е дарен през 2004 г. от Лаура Бети на Изследователския център в Болоня, който се намира в Болонската филмотека.[87]
- „Gabinetto Vieusseux“, библиотека във Флоренция, разполага със собствена значителна колекция, включваща около 39 години кореспонденция, ръкописи и машинописи на неговите произведения, лични снимки и сценични снимки, преглед на пресата за неговата дейност, брошури, плакати и други.[88]
- Колекция ръкописи от фриулския период, включително дневниците му „Червени тетрадки“ (1946 – 1947 г.) и „Политически плакати“ (1949 г.) и част от кореспонденцията му с приятели и роднини са депозирани в учебния център „Пиер Паоло Пазолини“ в Касарса дела Делициа.[89]

## Критиката за Пазолини[90]
- Дейвид Куинлан, Quinlan's Film Directors[91],(1999):

| „ | Отношенията му към марксизма, католицизма и други бодливи теми в Италия се разкриват във филмите му. Заедно с тези елементи и тяхното по-особено съдържание... филмите на Пазолини бяха мишени за създаване на противоречия. Но много от тях имат и рядка красота, която прави тяхното трудно смилаемо съдържание по-приятно. | “ |

- Бари Кийт Грант, Schirmer Encyclopedia of Film[92], (2006):

| „ | Пиер Паоло Пазолини е сред най-предизвикателните и важни режисьори на следвоенното европейско марксистко кино. Плодовит поет и есеист, Пазолини понякога се бъркаше в своите идеологически убеждения. Откритата му хомосексуалност и подкрепата на възгледите на Ватикана за абортите предизвикаха изключването му от Италианската комунистическа партия... Неговият марксизъм беше разяждащ, сложен, но безкомпромисен. | “ |

- Дейвид Томсън, Новият биографичен речник на филма[93], (2002):

| „ | Въпреки възхищението към Пазолини като теоретик, не мога да харесвам твърде много филмите му. Често той е предизвиквал огромна мистерия върху своите образи и не е бил най-грациозният от визуалните реализатори. Неговите строги композиции бяха тромави и монотонни, а апетитът му към лица често надхвърляше способността да редактира кадрите свободно. Стилът беше тежък, точно както значенията на филмите му бяха твърде литературни, твърде непосредствени и твърде непоследователни. | “ |

- Тони Д'Арпино, (1998):

| „ | Пиер Паоло Пазолини, поет, романист, философ и създател на филми, достигна пълнолетие по време на управлението на италианския фашизъм и неговото изкуство е неразривно обвързано с неговата политика. Филмите на Пазолини, като тези на Бернардо Бертолучи, започнаха под влияние на неореализма. Освен това той прави сценарии за Болонини и Фелини. Освен тези корени в неореализма, творбите на Пазолини показват уникална смесица от езикова теория и италиански марксизъм. | “ |

- В Международната филмова енциклопедия на МакМилан от 1994 пише:

| „ | Макар и непостоянен и нередовен в качеството на своето филмово творчество, Пазолини със сигурност е бил сред най-интригуващите и противоречиви режисьори – сложен художник, непрекъснато жонглиращ с конфликтните сили, влияещи върху неговото изкуство. | “ |

### Поезия
- „Стихове от Казарса“ (1942) – 14 стихотворения на фриулски диалект
- „Поезия“ (1945)
- „Дневници“ – академични публикации от 1945
- „I pianti“ – публикации на академик, Казарса, 1946
- „Къде е моята родина“ (1949) – с 13 рисунки на Джузепе Цигайна
- „Tal còur di un frut“ – издание на фриулски (1953)Пазолини пред гроба на Грамши
- „От дневника“ (1945 – 47) / Dal diario (1954)
- „Прекрасната младост“ / La meglio gioventu (1954)
- „Популярна песен“, Милано, (1954)
- „Прахта на Грамши“, / Le ceneri di Gramsci, Гарзанти, Милано, 1957
- „Славеят на Католическата църква“ / L'usignolo della Chiesa Cattolica, Милано, 1958
- „Рим 1950“, Милано, (1960)
- „Пролетен сонет“ (1953)
- „Религията на моето време“ / La religione del mio tempo (1961)
- „Нова поезия във формата на роза“ (1961 – 1964)
- „Забравени стихотворения“, редактирани от Луиджи Цицери, Фриулско филологическо дружество, Удине, 1965
- „Преобразувайте и организирайте“, Гарзанти, Милано, 1971
- „Намерени стихове и страници“, редактирани от Андреа Занзото и Нико Налдини, с рисунки на Пиер Паоло Пазолини и Джузепе Зигайна, Рим, 1980
- „Богохулство. Всички стихотворения“, 2 тома, редактирани от Грациела Чиаркоси и Валтер Сити, предговор на Джовани Джудичи, Гарзанти, Милано, (1993)
- „Избрани стихотворения“, редактирани от Нико Налдини и Франческо Замбон, с увод от Ф. Замбон
- „Всички стихотворения“, 2 тома в кутия, редактирана и написана от Уолтър Сити, уводно есе от Фернандо Бандини, поредицата I Meridiani, Мондадори, Милано, 2003

### Проза
- „Момчета на живота“ / Ragazzi di vita, Милано, (1955);
- „Жесток живот“, Милано (1959)
- „Жени на Рим“ – седем истории на П.П. Пазолини, въведение от Алберто Моравия, 104 фотографии на Сам Вагенар, (1960);
- „Миризмата на Индия“ (1962) – с интервю на Ренцо Парис на Алберто Моравия;
- „Мечтата за едно нещо“ (1962);
- „Синеокият Али“ (1965);
- „Теорема“ (1968);
- „La Divina Mimesis“ (1975), в ново издание от 1993 е с уводна бележка от Уолтър Сити.

Издадени посмъртно:
- „Amado mio“, предшествано от „Atti impuri“, със съчинение от А. Бертолучи (1982);
- „Петролио“, под редакцията на Мария Кери и Грациела Чиаркоси, с филологическа бележка от Аурелио Ронкалия (1992) – остава незавършен
- „Страна на бури и иглики“, редактирана от Нико Налдини (1993);
- „Romàns“, последван от статия за „Progresso“ и оперета „Марина“, (1994);
- „Истории на Божия град. Римски приказки и хроники“ (1950 – 1966), (1995);
- „Романи и разкази“, 2 тома, редактирани от Уолтър Сити и Силвия Де Лод, с две есета на У. Сити.

### Театрални сценарии и преводи
- „Italie Magique“, в „Мощна лейди“, песни и диалози, написани за Лаура Бети, Милано (1965);
- „Пилад“, в „Нови теми“, юли-декември 1967 г.
- „Плакат за нов театър“ (театрално естетическо есе), в „Nuovi Argomenti“, януари-март 1968 г.
- „Аферабулацията“ – трагедия в осем части, пролог и епилог, написани в свободен стих, публикувана през 1969 година. Текстът е поставен, с разрешение на автора, на 30 януари 1975 г. в „Кабаре Волтер“[94] в Торино от група млади актьори (включително Бруно Пенасо, Алдо Турко, Жизела Бейн), които са били част от кооперативен театър „Предложение“[95], реж. Бепе Навело.
- „Калдерон“, написана през 1966 година, а е поставен от Лука Рончони през 1978 в тетър „Метастасии“[96] в Прато;
- „I Turcs tal Friùl“ („Турците във Фриули“), пиеса написана през 1944, но поставена чак 1978;
- „Оргия“ – стихотворна трагедия от шест действия и пролог, представена за пръв път през 1968 година в „Театър Стабил“[97], Торино;
- „Кочина“ – пиесата от 11 части е изцяло поставена в Годесберг, град в Германия близо до Бон, през лятото на 1967 година.
- „Звярът на стила“
- „Театър“

Преводи за театъра:
- Есхил, „Орестия“, редактиран от Националния институт за древна драма за класически представления в гръцкия театър на Сиракуза, Урбино, (1960);
- Плавт, „Il vantone“, Милано (1963).

### Есета
- „Паоло Вайс“ – текст на Пазолини, с 34 илюстрации от Пазолини, Рим, 1946 г.
- „Страст и идеология“ (1948 – 1958)
- „Ораторите“ (1948 г.), извлечен от „Botteghe Oscure“;
- „Жените на Рим“
- „Еретичен емпиризъм“- сборник с есета, написани от Пиер Паоло Пазолини и издадени от Гарзанти през 1972 г. Статии за литературата и киното, взети от няколко предишни публикации във вестници и периодични издания;
- „Корсарски писания“ (1975) – есета, чиято централна тема е италианското общество, неговите злини, неговите тревоги. Самотната фигура се сблъсква с онзи свят на конформизъм, който е отговорен за културната деградация на обществото.
- „Volgar'eloquio“ (1976)
- „Лютерански писма“ / Lettere luterane – Пазолини открива в тези текстове измерението, което критиците признават днес за най-предизвикващото: самотна фигура, която се сблъсква силно в свят, който е в руини. Избира провокативен тон, редува ясни аргументи с възмутителни точки, повдигна обвинение срещу християндемократическото правителство, обвинява го в лицемерно и компрометирано управление, пише за разрушенията на ценностите и тревожния конформизъм;
- „Описания на описанията“ / Descrizioni di descrizioni
- „Портико дела Морте“
- „Антология на лириката на Пасколи“
- „Филмите на други“Снимка ot филма на Пиер Паоло Пазолини Comizi d'Amore, (1965).
- „Пиер Паоло Пазолини и ситото 1942 – 1943 г.“
- Всички статии на Пазолини за „Il Setaccio“[98]
- Nota sull'odierna poesia
- „Есета за литературата и изкуството“, 2 тома, 1999;
- „Есета за политиката и обществото“, Милано 1999;
- „Младежи и чакащи. Три младежки писания“ (1942 – 43);
- „Моето кино“, серия Киното отново открито, Болонска филмотека, 2015

### Диалози
- „Красивите знамена. Диалози 1960 – 65“
- „Хаосът“
- „Диалозите“

### Интервюта
- „Сънят на Кентавъра“ – за първи път се появява на френски език – през 1970 г. и 1981 г. – със заглавие Les dernières paroles d'un impie;
- „Пазолини за Пазолини. Разговори с Джон Холидей“;
- „Корсикански интервюта за политиката и живота 1955 – 1975 г“. Под редакцията на Микеле Гулинучи, Рим, редакция на Liberal Atlantide, 1995.
- „Последното интервю на Пазолини“ – пред Джан Карло Ферети
- „Бедна Италия. Интервюта и речи, 1949 – 1975 г.“
- „Политическа властна полемика“, разговори с Гидиън Бахман.

### Писма
- „Писма до приятели“ (1941 – 1945), (1976);
- „Писма 1940 – 1954“, с хронология на живота и творбите, (1986);
- „Писма 1955 – 1975“, (1988)
- „Живот чрез писма“, (1994)

### Поетически преводи

#### От латински
- Dall'Eneide, in Umberto Todini, Virgilio e Plauto, Pasolini e Zanzotto. Inediti e manoscritti d'autore tra antico e moderno, in Lezioni su Pasolini, a cura di Tullio De Mauro e Francesco Ferri, Sestante, Ascoli Piceno 1997, p. 56.

#### От френски
- Roger Allard, Storia di Yvonne, in Poesia straniera del Novecento, a cura di Attilio Bertolucci, Garzanti, Milano 1958, pp. 82 – 87.
- Jean Pellerin, La romanza del ritorno, in Poesia straniera del Novecento, a cura di Attilio Bertolucci, Garzanti, Milano 1958, pp. 88 – 93.
- André Frénaud, Esortazione ai poveri, in „L'Europa letteraria“, dicembre 1960.

#### На фриулски
- Niccolò Tommaseo, A la so Pissula Patria, „Il Stroligut“, n. 1, avost 1945, p. 19.
- Giuseppe Ungaretti, Luna, „Il Stroligut“, n. 2, avril 1946, p. 19.

#### През гръцки на фриулски
- Tre frammenti di Saffo, in Massimo Fusillo, La Grecia secondo Pasolini. Mito e cinema, La Nuova Italia, Firenze 1996, pp. 243 – 244.

## Филмография

### Игрални филми
| година | филм                          | оригинално заглавие              | бележки |
| ------ | ----------------------------- | -------------------------------- | --- |
| 1961   | Безделник                     | Accattone                        | Сценарий по романа „Una vita violenta“. Допълнителен диалог от Серхио Чити. Филмът трябва да е продуциран от Федерико Фелини, но се отказва поради неопитността на Пазолини. |
| 1962   | Мама Рома                     | Mamma Roma                       | Сценарий на Пиер Паоло Пазолини и с допълнителен диалог от Серхио Чити. Прилики с „Рим, открит град“ на Роселини                                                             |
| 1964   | Евангелието по Матея          | Il vangelo secondo Matteo        | Филмът печели Сребърен лъв на Филмовия фестивал във Венеция, „Сребърна лента“ от Италианския синдикат на филмовите журналисти за най-добър режисьор и номинация от БАФТА.    |
| 1966   | Птичища и птички              | Uccellacci e uccellini           | „Сребърна лента“ от Италианския синдикат на филмовите журналисти за най-добра филмова тема                                                                                   |
| 1967   | Едип цар                      | Edipo re                         | Награда от списание „Kinema Junbo“ за най-добър чуждоезичен филм |
| 1968   | Теорема                       | Teorema                          | Лаура Бети получава награда за най-добра актриса на 29-ия Филмов фестивал във Венеция                                                                                        |
| 1969   | Кочина                        | Porcile                          | |
| 1969   | Медея                         | Medea                            | В главната роля Мария Калас |
| 1971   | Декамерон                     | Il Decameron                     | Базиран на сборника с новели „Декамерон“ на Джовани Бокачо. Получава „Сребърна мечка“ на 21-вия Берлински международен кинофестивал                                          |
| 1972   | Кентърбърийски разкази        | I racconti di Canterbury         | Адаптация на Кентърбърийски разкази от Джефри Чосър. Удостоен със Златна мечка на 22-рия Берлински международен кинофестивал                                                 |
| 1974   | Цветът на Хиляда и една нощ   | Il fiore delle Mille e una Notte | Сценарий написан в съавторство с Дачия Мариани. Получава наградата Гран-при на Кинофестивала в Кан през 1974.                                                                |
| 1975   | Сало, или 120-те дни на Содом | Salò o le 120 giornate di Sodoma | Базиран по едноименния роман на Маркиз дьо Сад. Съсценарист е Сехрио Чити. На 72-рия Международен филмов фестивал във Венеция получава награда за най-добър филм адаптация   |

### Игрални филми антологии
| година | филм                 | оригинално заглавие                               | бележки                                                                                        |
| ------ | -------------------- | ------------------------------------------------- | ---------------------------------------------------------------------------------------------- |
| 1963   | Ро.Го.Па.Г.          | Ro.Go.Pa.G. (La ricotta)                          | сегмент: (Изварата) – поява на образа на Христос, за което е обвинен за подигравка с религията |
| 1967   | Вещиците             | Le streghe (La Terra vista dalla Luna)            | сегмент: (Земята, наблюдавана от Луната)                                                       |
| 1968   | Каприз по италиански | Capriccio all'italiana (Che cosa sono le nuvole?) | сегмент: (Какви са облаците?)                                                                  |
| 1969   | Любов и гняв         | Amore e rabbia (La sequenza del fiore di carta)   | сегмент: (Последствията на хартиеното цвете)                                                   |

### Документални филми
- Sopralluoghi in Palestina per Il Vangelo secondo Matteo (1964)
- Гняв (1963)
- Любовни изявления (1964)
- Бележки за африканска Орестия (1968 – 1969)
- Бележки за филм за Индия (1969)
- Стените на Сана (1971)
- Appunti per un romanzo dell'immondizia (1970)
- 12 Dicembre 1972 (1972)
- Pasolini e la forma della città (1975)

### Сценарист
Пиер Паоло Пазолини е създател на авторско кино, и като такъв е сценарист на всички свои филми – игрални и документални. Той не само пише сценариите към своите филми, но е и автор на всички сценарии към постановките, които поставя на сцена. Освен това той е сценарист и на други филми:
- „Бурна нощ“ (1959) на режисьора Мауро Болонини
- „Дълга нощ през 1943-та“ (1960) на Флорестано Ванчини
- „Сухата кумица“ (1962) режисьор Бернандо Бертолучи
- „Остия“ (1962), режисьор Серхио Чити
- „Мръсни приказки“ (1973), режисьор Серхио Чити
- „Дивият баща“ (кратък разказ-сценарий, написан през 1963 г. за филм, който никога не е направен)
- „Неизвестен за града“, кино под формата на поезия, редактиран от Лучано Де Джусти, (1958), късометражен, документален филм на Сесилия Мангини
- „La canta delle marane“ (1961), Сесилия Мангини

## Дискография

### Албуми
- 1995: Meditazione Orale (BMG Ricordi, 74321-27043-2)
- 1997: Pasolini / Kresnik / Schwertsik – Gastmahl Der Liebe (Volksbühne Recordings)
- 2005: Pasolini Rilegge Pasolini (Archinto)
- 2006: Pier Paolo Pasolini, Giovanna Marini – Le Ceneri di Gramsci (Block Nota, I Dischi Di Angelica, CD BN 608)

### Сингли
- 1962 Poesia In Forma Di Rosa (7") (RCA Italiana, 17 CL-12)

### Песни написани от Пиер Паоло Пазолини
| Години | Заглавие                    | Автор на текста                       | Автор на музиката | Преводач         |
| ------ | --------------------------- | ------------------------------------- | ----------------- | ---------------- |
| 1962   | Il soldato di Napoleone     | Пиер Паоло Пазолини, Серджо Ендриго   | Серджо Ендриго    | Серджо Ендриго   |
| 1967   | Cosa sono le nuvole         | Пиер Паоло Пазолини, Доменико Модуньо | Доменико Модуньо  | Доменико Модуньо |
| 1973   | Il valzer della toppa       | Пиер Паоло Пазолини                   | Пиеро Улиляни     | Габриела Фери    |
| 1974   | I ragazzi giù nel campo     | Пиер Паоло Пазолини, Дачия Мариани    | Манос Хаджидакис  | Даниела Даволи   |
| 1974   | C'è forse vita sulla terra? | Пиер Паоло Пазолини, Дачия Мариани    | Манос Хаджидакис  | Даниела Даволи   |
| 1992   | La recessione               | Пиер Паоло Пазолини, Франческо Месина | Франческо Месина  | Алисе            |
| 1997   | Cristo al mandrione         | Пиер Паоло Пазолини                   | Г. Пичоне         | Габриела Фери    |

## За Пиер Паоло Пазолини
- Ебо Деймант[102] режисира документалния филм „Das Mitleid ist gestorben“ (1978) за Пазолини.
- Стефано Баталия[103] прави музикалния албум Re: Pasolini (2005).
- "La voce di Pasolini" е документален филм за Пазолини, режисиран от Марио Сести и Матео Черами;
- През 2014 г. Ейбъл Ферара[104] режисира биографичния филм за Пазолини „Pasolini“[105], с Уилям Дефо[106] в главната роля. Филмът е избран да се състезава за Златния лъв на 71-вия Международен филмов фестивал във Венеция.[107][108]
- През 2015 г. Малга Кубиак[109] режисира драматичен филм, базиран на историята за живота и смъртта на Пиер Паоло Пазолини, озаглавен „PPPasolini“[110]. Филмът е показан на седмото издание на ЛГБТ филмовия фестивал във Варшава и получава награда за избор на зрителите на фестивала[111].
- През 2016 г. бившият му сътрудник Давид Грико режисира биографичен филм за последните часове от живота на Пазолини, „La macchinazione“[112], с участието на Масимо Раниери в ролята на Пазолини.

## Няколко цитата от Пазолини
- «Проблемите не се решават, те се изживяват. »
- «Страстта никога не получава прошка. »
- «Лошата религия винаги е религия. »
- «Трябва да си много силен, за да обичаш самотата. »
- «Истината не е в един сън, а в много мечти. »
- «Смъртта не е в това, че вече не можем да общуваме, а в това, че вече не можем да бъдем разбрани. »
- „Обичам живота яростно, отчаяно. И вярвам, че тази свирепост, това отчаяние ще ме доведе до край. Обичам слънцето, тревата, младостта. Любовта към живота се превърна в по-смъртоносен порок за мен от кокаина. Изяждам съществуването си с ненаситен апетит. Как ще свърши всичко това? Игнорирам го.[113]“

## Пазолини в превод на български
- „Жесток живот“. Превод от италиански Никола Иванов. София: Народна култура, 1979, 329 с.
- „Италиански поети херметици“: [Пазолини, Пиер Паоло. Из Нови епиграми]. Прев. от Георги Мицков. Литературен вестник. Год. 3 (1993), бр. 21, 8.
- „Порочни постъпки“: Откъс от автобиографичния роман. Прев. Анелия Желязкова Сп. Съвременник. Год. 25, бр. 1 (1997), 366 – 377.
- „Италиански поети от Средиземноморието“ [Пазолини, Пиер Паоло. По-добрата младост. Религията на моето време. Стих във форма на роза]. Прев. Теменуга Захариева. Сп. Ах, Мария. 14 (2003), 162 – 165.
- „Редове от завещанието“. Прев. Вячеслав Остър. Сп. Хермес. 14 (2004), 51 – 52.
- „Поезия“. Превод от италиански Любен Любенов. София: Нов Златорог, 2006.
- „Теорема“, роман, превод от италиански Огнян Стамболиев, сп. „Съвременник“, бр 1 – 2013.

### На български език
- Из историята на филмовата мисъл: От Луи Люмиер до Кристиан Мец. Антология. Състав., предг., коментари и речник на филмовите термини Ивайло Знеполски. Прев. Петър Гълъбов и др. София: Наука и изкуство, Ч.1: 1986. Ч. 2: 1988.
- Карапеткова, Дария. Ботуша в българската литературна мода: Преводите на италианска литература у нас от Освобождението до 1989 г. София: Сиела, 2012.
- Петров, Драгомир. Съвременната италианска поезия. В: Осем съвременни италиански поети. София 1967, стр. 7 – 11: 11.

### На английски език
- Aichele, George. „Translation as De-canonization: Matthew's Gospel According to Pasolini – filmmaker Pier Paolo Pasolini – Critical Essay.“ Cross Currents (2002).
- Distefano, John. „Picturing Pasolini“, Art Journal (1997).
- Eloit, Audrene. „Oedipus Rex by Pier Paolo Pasolini The Palimpsest: Rewriting and the Creation of Pasolini's Cinematic Language.“ Literature Film Quarterly (2004).
- Forni, Kathleen. "A „Cinema of Poetry“: What Pasolini Did to Chancer's Canterbury Tales." Literature Film Quarterly (2002).
- Frisch, Anette. „Francesco Vezzolini: Pasolini Reloaded.“ Interview, Rutgers University Alexander Library, New Brunswick, NJ.
- Greene, Naomi. Pier Paolo Pasilini: Cinema as Heresy. Princeton, NJ: Princeton UP, 1990.
- Meyer-Krahmer, Benjamin. „Transmediality and Pastiche as Techniques in Pasolini’s Art Production“, in: P.P.P. – Pier Paolo Pasolini and death, eds. Bernhart Schwenk, Michael Semff, Ostfildern 2005, pp. 109 – 118
- Restivo, Angelo. The Cinema of Economic Miracles: Visuality and Modernization in the Italian Art Film. London: Duke UP, 2002.
- Rohdie, Sam. The Passion of Pier Paolo Pasolini. Bloomington, Indiana: Indiana UP, 1995.
- Rumble, Patrick A. Allegories of contamination: Pier Paolo Pasolini's Trilogy of life. Toronto: University of Toronto Press, 1996.
- Willimon, William H. „Faithful to the script“, Christian Century (2004).

### На италиански език
- Bellezza,Dario. Morte di Pasolini, Milano, Mondadori, 1995, ISBN 88-04-39449-8.
- Faldini, Franca. Goffredo Fofi (a cura di), L'avventurosa storia del cinema italiano, volume 2, 1960 – 1969, vol. 2, Milano, Feltrinelli, 2011 [1981], ISBN 978-88-95862-48-4.
- Ferrero, A. Il cinema di P.P. Pasolini, Venezia 1977.
- Manzoli,G. Voce e silenzio nel cinema di Pier Paolo Pasolini, Bologna 2001.
- Mazzon, Guido. e Guido Bosticco, PPP. Il mondo non mi vuole più e non lo sa, Como-Pavia, Ibis Edizioni, 2012. ISBN 978-88-7164-379-3.
- Miccichè,L. Pasolini nella città del cinema, Venezia 1999.
- Murri,Serafino Pier Paolo Pasolini, Milano 1994.
- Puliani, Massimo. e Gualtiero De Santi (a cura di), Il mistero della parola capitoli critici sul teatro, Il Cigno, 1995, ISBN 978-88-7831-034-6.
- Sanvitale, Fabio. Armando Palmegiani, Accadde all'Idroscalo, Sovera 2016, ISBN 978-88-6652-360-4
- Schwartz, B.D. Pasolini Requiem, Venezia 1995.
- Siciliano, Enzo. Vita di Pasolini, Firenze 1995.
- Spila,Piero. Pier Paolo Pasolini, Gremese Editore, 1999, ISBN 88-7742-195-9. Посетен на 26 юли 2013 г.
- Taffon,Giorgio. Pier Paolo Pasolini: scrivere per un teatro che non c'è (o è stato o sarà), in Maestri drammaturghi nel teatro italiano del '900. Tecniche, forme, invenzioni, Editori Laterza, Roma-Bari, 2005.
- Zecchi,Simona. Pasolini – Massacro di un poeta, Ponte alle Grazie 2015, ISBN 978-88-3331-055-8